# Литовский полуостров
Лито́вский полуо́стров (укр. Литовський півострів, также известен как Чувашский полуостров) — полуостров в северной части Крымского полуострова. Полуостров находится в Красноперекопском районе Крыма на северо-востоке от города Армянск. Вдаётся в залив Сиваш Азовского моря.

## География
Высота полуострова до 15 м (в северо-восточной части). Восточный берег обрывистый (до 10 м); западный более пологий. В южную часть полуострова врезается залив Филатовская Засуха. Берега полуострова с юго-востока и юго-запада окружают отстойники близлежащих предприятий, которые отделены от Сиваша дамбами, связывающими полуостров с материком.
Населённых пунктов на полуострове нет. Ранее в южной части полуострова располагалось село Штурмовое (до 1948 года — Старый Чуваш, ныне — урочище), а в центральной части — село Новосельское (до 1948 — Новый Чуваш).

## История

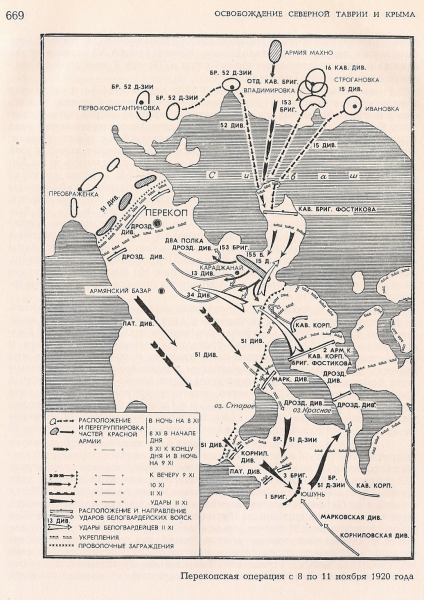
Овладение Литовским полуостровом в ноябре 1920 года

В северной части полуострова находится Чувашский вал высотой 5 м, который, наряду с Перекопским валом, является частью древних укреплений Северного Крыма.
Литовский полуостров в годы Гражданской войны был местом упорных боёв во время проведения Перекопско-Чонгарской операции. Он прикрывался Черноморско-Кубанским отрядом (кавалерийской бригадой) генерала М. А. Фостикова Русской армии, а атаковался частями 15-й, 52-й сд, 16-й кд РККА и отрядами РПАУ Н. И. Махно.
В Великую Отечественную войну в ходе Крымской наступательной операции в 1944 году немецкую оборону Литовского полуострова обеспечивал 3-й батальон полка «Бергманн», находясь на правом фланге порядков 50-й пехотной дивизии вермахта.